# ヘンリー・ブルーム (初代ブルーム＝ヴォークス男爵)
初代ブルーム＝ヴォークス男爵ヘンリー・ピーター・ブルーム（英語: Henry Peter Brougham, 1st Baron Brougham and Vaux, PC, QC, FRS、1778年9月19日 - 1868年5月7日）は、イギリスの政治家、貴族。1810年にホイッグ党の庶民院議員に当選して政界入りし、1830年から1834年にかけての第2代グレイ伯爵チャールズ・グレイを首相とするホイッグ党内閣に大法官(貴族院議長)として入閣し、第一次選挙法改正法案の貴族院通過に尽力した。姓名はブルーアムとも表記される。

## 経歴
スコットランド・エディンバラ・カウゲートにイングランド・ウェストモーランド・ブルーム・ホールを本拠とする地主ヘンリー・ブルームとその妻エレノア(旧姓セイム)(Eleanor Syme)の長男として生まれる。
エディンバラ高校(Edinburgh High School)を経てエディンバラ大学へ進学。1803年には王立協会フェローとなる。1808年にはリンカーン法曹院で学び、法廷弁護士となる。
1810年にキャメルフォード選挙区から選出されてホイッグ党所属の庶民院議員となったが、1812年の選挙で議席を失った。以降数年にわたって議会に議席をもたなかったが、1815年にウィンチルシー選挙区から選出されて庶民院議員に復帰し、1830年までこの選挙区から選出された。1830年にはナレスバラ選挙区とヨークシャー選挙区と選挙区を変えながら1830年の叙爵まで庶民院議員を務めた。
所得税廃止、奴隷制廃止、過酷な刑罰の廃止、労働者階級への教育の普及などを主張し、ホイッグ左派として知られた、
党内では党首の第2代グレイ伯爵チャールズ・グレイの側近であり、1830年11月22日にグレイ伯を首相とするホイッグ党政権が発足すると、連合王国貴族爵位ウェストモーランド州におけるブルームのブルーム＝ヴォークス男爵(Baron Brougham and Vaux, of Brougham in the County of Westmorland)に叙されて貴族院議員に列するとともに、大法官に任じられた。当時の大法官は貴族院議長の役割も果たしており、第一次選挙法改正法案の貴族院通過に尽力した。
1834年のグレイ伯の辞任とともに辞職した。以降は政治的影響力を弱めた。
息子がなく、1830年創設のブルーム＝ヴォークス男爵は廃絶濃厚だったので、1860年には弟ウィリアムを特別継承者(special remainder)とする連合国貴族爵位ウェストモーランド州におけるブルームおよびカンバーランド州におけるハイヘッド城におけるブルーム＝ヴォークス男爵に叙せられた。
1868年5月7日にフランス・カンヌで死去した。死去とともに1830年創設のブルーム＝ヴォークス男爵位は廃絶した。1860年創設のブルーム＝ヴォークス男爵位は弟ウィリアムが継承した。

## 栄典

### 爵位
1830年11月22日に以下の爵位を新規に叙せられた。
- ウェストモーランド州におけるブルームの初代ブルーム＝ヴォークス男爵
(1st Baron Brougham and Vaux, of Brougham in the County of Westmorland)
(勅許状による連合王国貴族爵位)

1860年3月22日に以下の爵位を新規に叙せられた。
- ウェストモーランド州におけるブルームおよびカンバーランド州におけるハイヘッド城の初代ブルーム＝ヴォクス男爵
(1st Baron Brougham and Vaux, of Brougham in the County of Westmorland and of Highhead Castle in the County of Cumberland)
(勅許状による連合王国貴族爵位。彼の弟ウィリアム（英語版）とその男系男子を特別継承者とする規定付き)

### その他
- 枢密顧問官 (PC)
- 勅選弁護士（英語版） (QC)
- 王立協会フェロー (FRS)

## 家族
1819年4月1日にトマス・イーデン(第3代準男爵サー・ロバート・イーデンの次男)の娘メアリー・アン・イーデン(Mary Anne Eden, 1785年-1865年)と結婚。彼女との間に以下の2子を儲けた。
- 長女サラ・エレノア・ブルーム( Sarah Eleanor Brougham, 1820年-不明)
- 次女エレノア・ルイーザ・ブルーム(Eleanor Louisa Brougham, 1822年-1839年)